# Bjelajci
Bjelajci su nenaseljeno mjesto. Nalaze se u Republici Hrvatskoj u Požeško-slavonskoj županiji, u sastavu grada Pakraca.

## Zemljopis
Bjelajci se nalaze istočno od Pakraca, na sjevernim obroncima Psunja.

## Stanovništvo
Prema popisu stanovništva iz 2011. godine Bjelajci nisu imali stanovnika.
| broj stanovnika | 236   | 297   | 263   | 235   | 270   | 318   | 265   | 324   | 142   | 151   | 171   | 114   | 61    | 38    | 13    |       |       |
|                 | 1857. | 1869. | 1880. | 1890. | 1900. | 1910. | 1921. | 1931. | 1948. | 1953. | 1961. | 1971. | 1981. | 1991. | 2001. | 2011. | 2021. |